# Phyllophaga pruinosa
Phyllophaga pruinosa är en skalbaggsart som beskrevs av Blanchard 1851. Phyllophaga pruinosa ingår i släktet Phyllophaga och familjen Melolonthidae. Inga underarter finns listade i Catalogue of Life.